# Thomas F's siste nedtegnelser til almenheten
Thomas F's siste nedtegnelser til almenheten ("Thomas F:s sista anteckningar till allmänheten") är en novellsamling från 1983 av den norske författaren Kjell Askildsen. Boken består av två noveller: "Carl Lange", om en man som blir misstänkt för att ha våldtagit en ung flicka, och titelnovellen, om en ensam gammal man och hans misantropiska betraktelser. Novellerna är skrivna i en sparsmakad stil typisk för författaren, med ett konkret och beskrivande språk.
Boken tilldelades Kritikerpriset 1983. År 2006 utsågs den till Norges bästa roman eller novellsamling från de senaste 25 åren i en omröstning i tidningen Dagbladet. I samband med detta skrev litteraturprofessor Per Thomas Andersen i tidningen: "Askildsens stil är besläktad med fransk nyroman, med Hemingway – och kanske med sagalitteraturen. Han är som bäst i de två novellerna i Thomas F's siste nedtegnelser til almenheten. Här fungerar stilen optimalt, och den lilla novellsamlingen är något av det allra bästa som skrevs i Norge på 1980- och 1990-talet." Titelnovellen filmatiserades 2008 i en finsk produktion med titeln Thomas.